# Chiesa dei Santi Pietro e Paolo (Ascona)

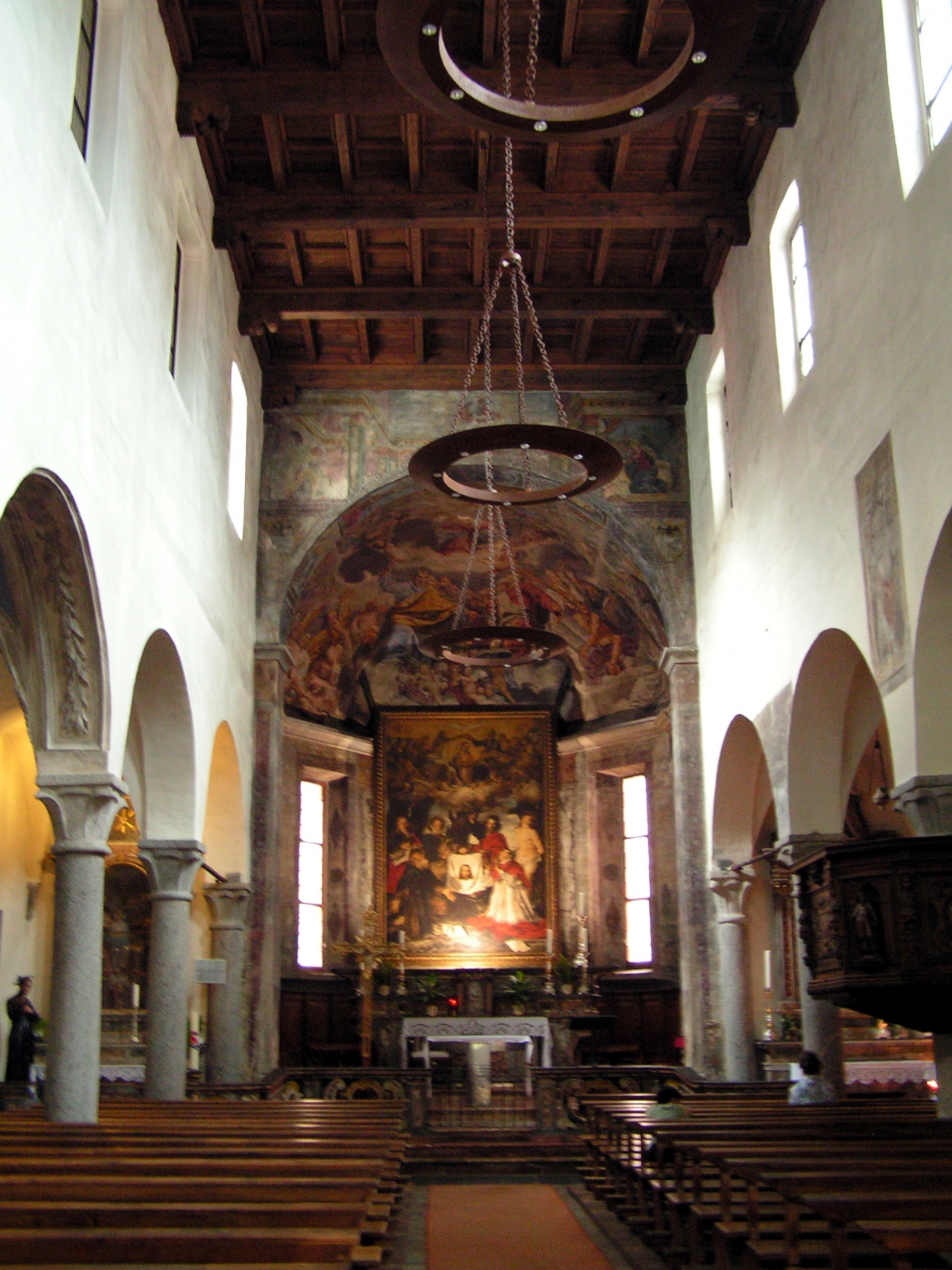
Chiesa dei Santi Pietro e Paolo: interno

La chiesa parrocchiale dei Santi Pietro e Paolo è un edificio religioso che si trova ad Ascona, in Canton Ticino.

## Storia
La costruzione viene citata per la prima volta in documenti storici risalenti al 1264. Nel XVI secolo venne ingrandita e subì altri rimaneggiamenti nel XVIII secolo.

## Descrizione
La chiesa ha una pianta a tre navate, la centrale ricoperta con un soffitto a cassettoni in legno. Il coro è a pianta poligonale, ed è coperto da una volta a botte che conserva affreschi di Francesco Pancaldi, opere pittoriche databili al 1770 circa. 
La chieda ospita anche tre quadri di Giovanni Serodine, dei quali uno funge da pala d'altare.
Una delle peculiarità del suono delle campane è la scala maggiore: a causa di un errore da parte della fonderia, il quarto grado risulta aumentato di mezzo tono (modo lidio).